# 海姆豪森
海姆豪森是德国巴伐利亚州的一个市镇。总面积26.93平方公里，总人口4924人，其中男性2431人，女性2493人（2011年12月31日），人口密度183人/平方公里。